# آمونتادا
آمونتادا (به پرتغالی: Amontada) یک سکونتگاه مسکونی در برزیل است که در سئارا واقع شده‌است.